# トーマス・オーチャード
トーマス・オーチャード（Thomas Orchard、1997年1月12日 - ）は、スーペル・ラグビー・アメリカス、セルクナムに所属するラグビーユニオン選手。

## プロフィール
- チリ出身[1]。
- ポジションはロック(LO)。
- 身長 196cm、体重 105kg
- チリ代表キャップは12（2025年2月現在）でラグビーワールドカップ2023のチリ代表に選ばれた[2]。

## 略歴
2023年、セルクナムに加入。